# Trichocladium brosimi
Trichocladium brosimi är en svampart som beskrevs av C. Ram 1970. Trichocladium brosimi ingår i släktet Trichocladium och familjen Chaetomiaceae.   Inga underarter finns listade i Catalogue of Life.